# Jacob Jensen

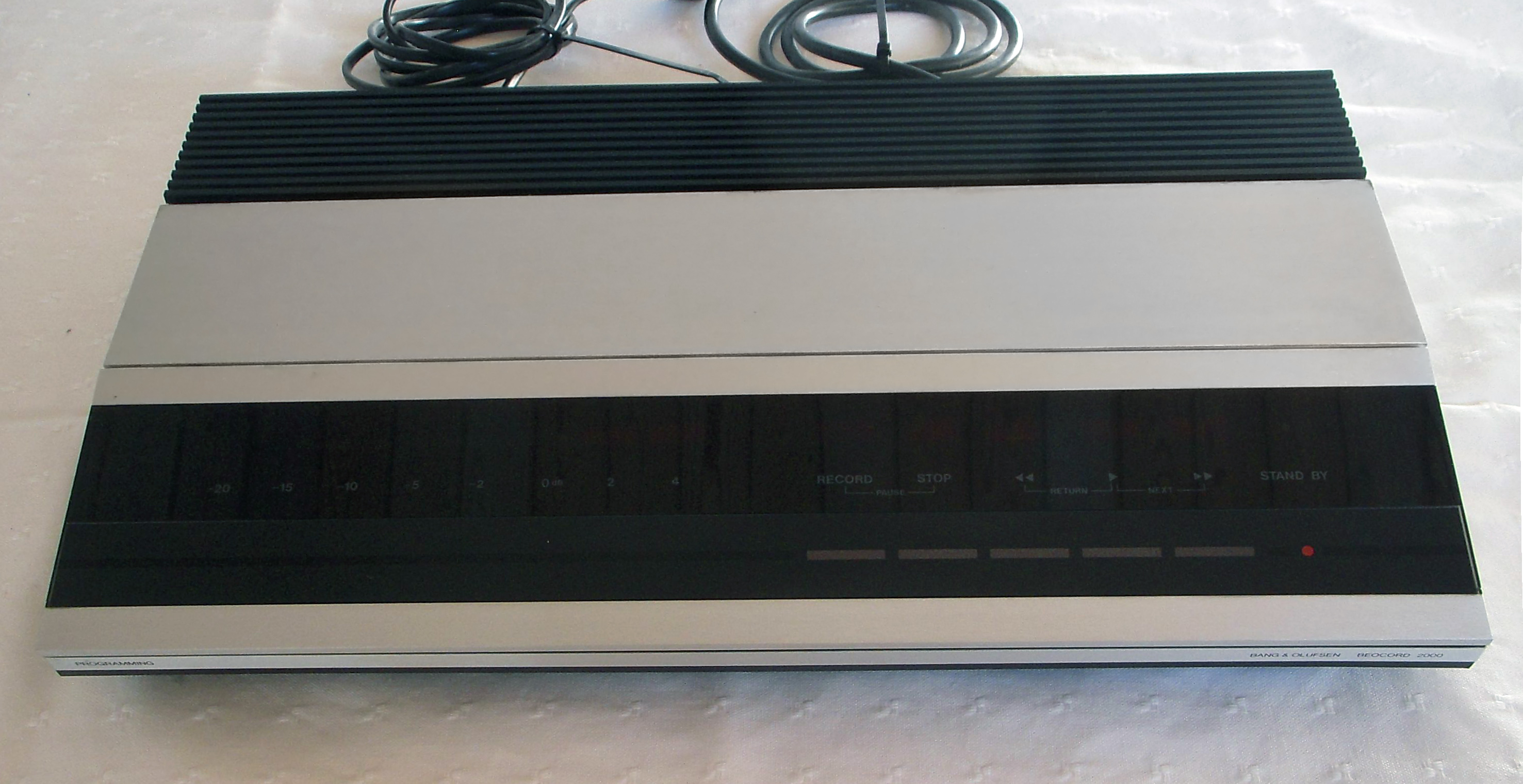
B&O (Bang & Olufsen) Beocord 2000

Jacob Jensen (Kopenhagen, 29 april 1926 – Virksund, 15 mei 2015) was een Deens industrieel ontwerper.
Na zijn opleiding tot stoffeerder ging hij werken in de meubelwerkplaats die zijn vader Alfred Jensen (zelf ook stoffeerder van beroep) in 1947 was begonnen. In 1948 ging hij opnieuw naar school, ditmaal naar de kunstnijverheidsschool. Daar volgde hij onder meer lessen in het toen nieuwe vak 'industriële vormgeving'. Na zijn afstuderen werkte hij eerst van 1952 tot 1956 bij een ontwerpstudio in Kopenhagen en vervolgens bij een aantal studio’s in de Verenigde Staten. In 1958 begon hij zijn eigen studio, die in 1990 door zijn zoon Timothy Jacob Jensen werd overgenomen. Jensen zelf beperkte zich de laatste jaren tot incidentele projecten.
Jensen behoort tot de meest vooraanstaande ontwerpers van de 20ste eeuw. Zijn ontwerpen bestrijken een breed gebied, van muziekinstallaties, telefoons en horloges tot auto's en windmolens. Opvallend aan zijn ontwerpstijl is het minimalistische karakter ervan. Met zijn baanbrekende ontwerpen van de muziekinstallaties en televisietoestellen voor het Deense bedrijf Bang & Olufsen verwierf hij internationaal aanzien en won hij vele prijzen. Het werk van Jensen is opgenomen in de collecties van het Museum of Modern Art (MoMA) in New York en het Kunstindustrimuseet (Danish Museum of Art & Design) in Kopenhagen.